# Protomiltogramma nana
Protomiltogramma nana är en tvåvingeart som först beskrevs av Boris Borisovitsch Rohdendorf 1927.  Protomiltogramma nana ingår i släktet Protomiltogramma och familjen köttflugor. Inga underarter finns listade i Catalogue of Life.